# 大場一真斎
大場 一真斎（おおば いっしんさい、享和3年（1803年） - 明治4年1月15日（1871年3月5日））は、江戸時代（幕末）の水戸藩家老である。父は大場景命、母は稲葉通義の娘。熊之助・弥右衛門・景淑・風軒。
享和3年（1803年）に生まれる。天保2年（1831年）に家督を継いで徳川斉昭に仕え、その藩政改革に協力した。斉昭から重用されて大番頭・大寄合頭にまで任じられるが、弘化元年（1844年）に斉昭が幕命により隠居させられるに伴って失脚した。しかし斉昭が復帰すると同時に家老として復帰を許される。
斉昭の没後は徳川慶篤に仕え、斉昭没後に政争が激化した水戸藩の混乱収拾に尽力したが、水戸藩浪士が引き起こした東禅寺事件の責任を問われて家老職を解任させられ、謹慎に処された。
しかしやがて復帰を許され、慶篤に従って上洛する。慶篤の実弟・徳川慶喜が第15代将軍になると慶喜から直臣として迎えられ、二条城留守居役を任された。そのまま明治4年（1871年）に亡くなるまで京都で余生を送ったといわれる。享年69。